# Prijs der Nederlandse Letteren
De driejaarlijkse Prijs der Nederlandse Letteren is sinds 1956 de belangrijkste literaire oeuvreprijs van Vlaanderen en Nederland. De prijs wordt toegekend door de Nederlandse Taalunie, die zich hierbij laat adviseren door een onafhankelijke jury. De uitreiking vindt beurtelings in België en Nederland plaats, waarbij het staatshoofd van het gastland de prijs overhandigt.
In 2001 ontstond opschudding toen de overheid vaststelde dat men onmogelijk een beroep op koning Albert II van België kon doen om de prijs uit te reiken aan Gerard Reve, nadat bekend werd dat diens levenspartner Joop Schafthuizen werd verdacht van ontucht met een minderjarige. De prijs werd aan de schrijver uitgereikt door een ambtenaar van de Nederlandse Taalunie.
In 2007 weigerde de schrijver Jeroen Brouwers de prijs, na deze aanvankelijk te hebben geaccepteerd, omdat het bijbehorende geldbedrag van 16.000 euro volgens hem niet in overeenstemming was met het prestige van de prijs. In een open brief aan de verantwoordelijke Vlaamse minister Bert Anciaux en Nederlandse minister Ronald Plasterk protesteerden de Vlaamse Auteursvereniging en de Nederlandse Vereniging van Letterkundigen tegen het in hun ogen lage geldbedrag. Als gevolg van de weigering werd de prijs in 2007 niet uitgereikt. De laureaten ontvangen sinds 2009 het aangepaste bedrag van 40.000 euro. Aan Brouwers is de aangepaste prijs niet toegekend.
De prijs is sinds zijn oprichting ruim vier keer zo vaak aan mannelijke als aan vrouwelijke schrijvers toegekend (van alle bekroonden is meer dan 80% man).

## Laureaten

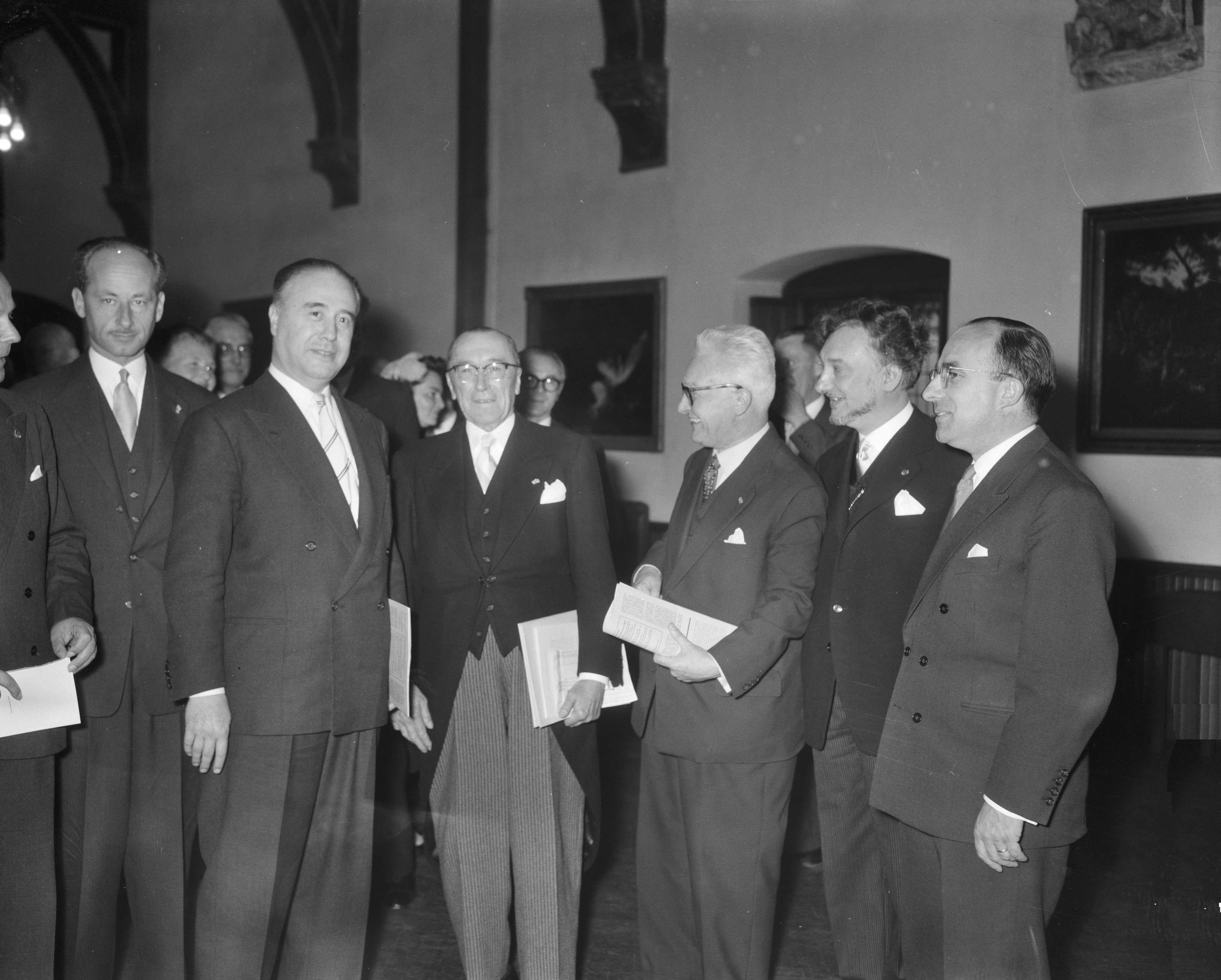
Herman Teirlinck (1956)

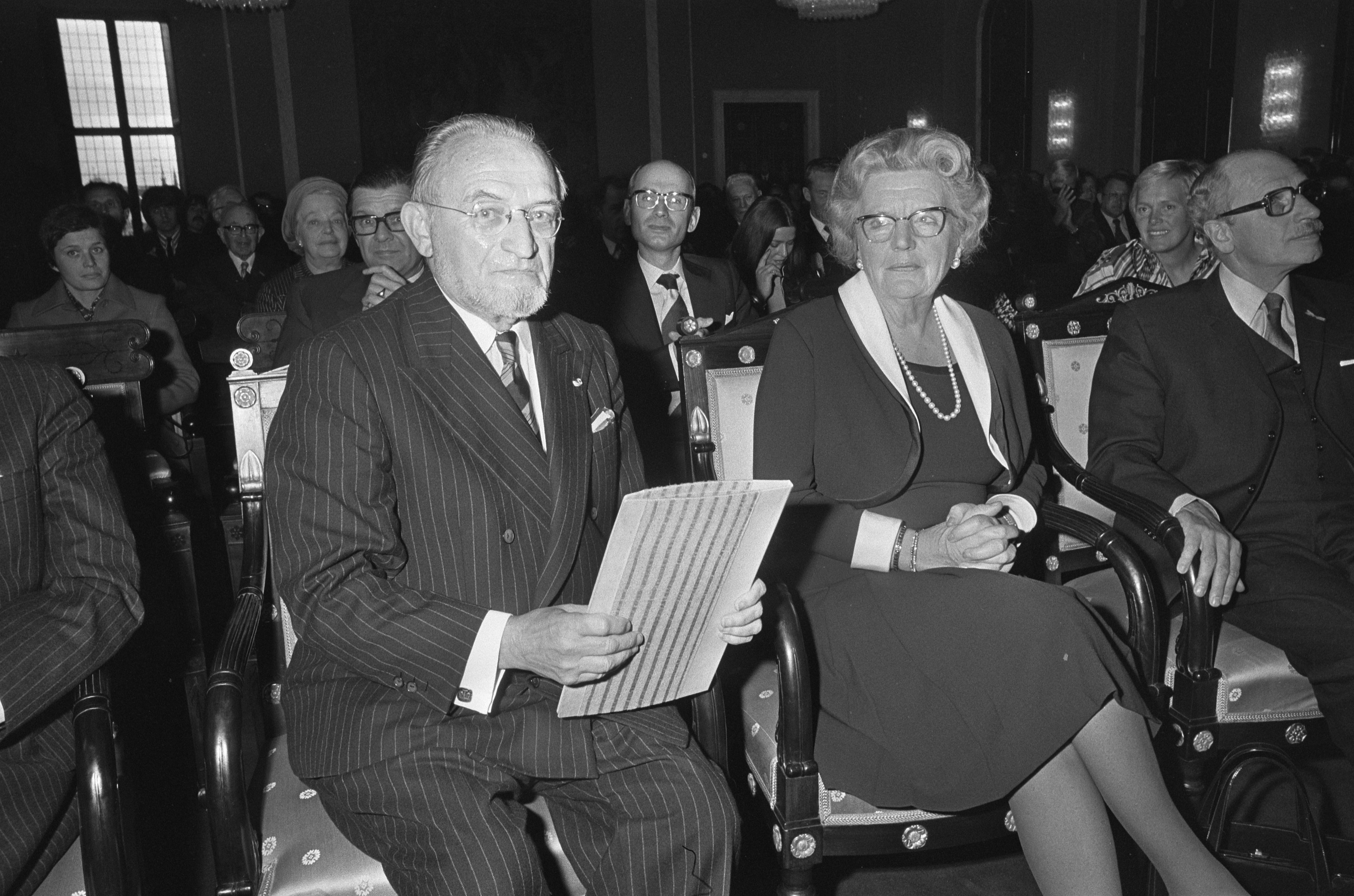
Marnix Gijsen (1974)

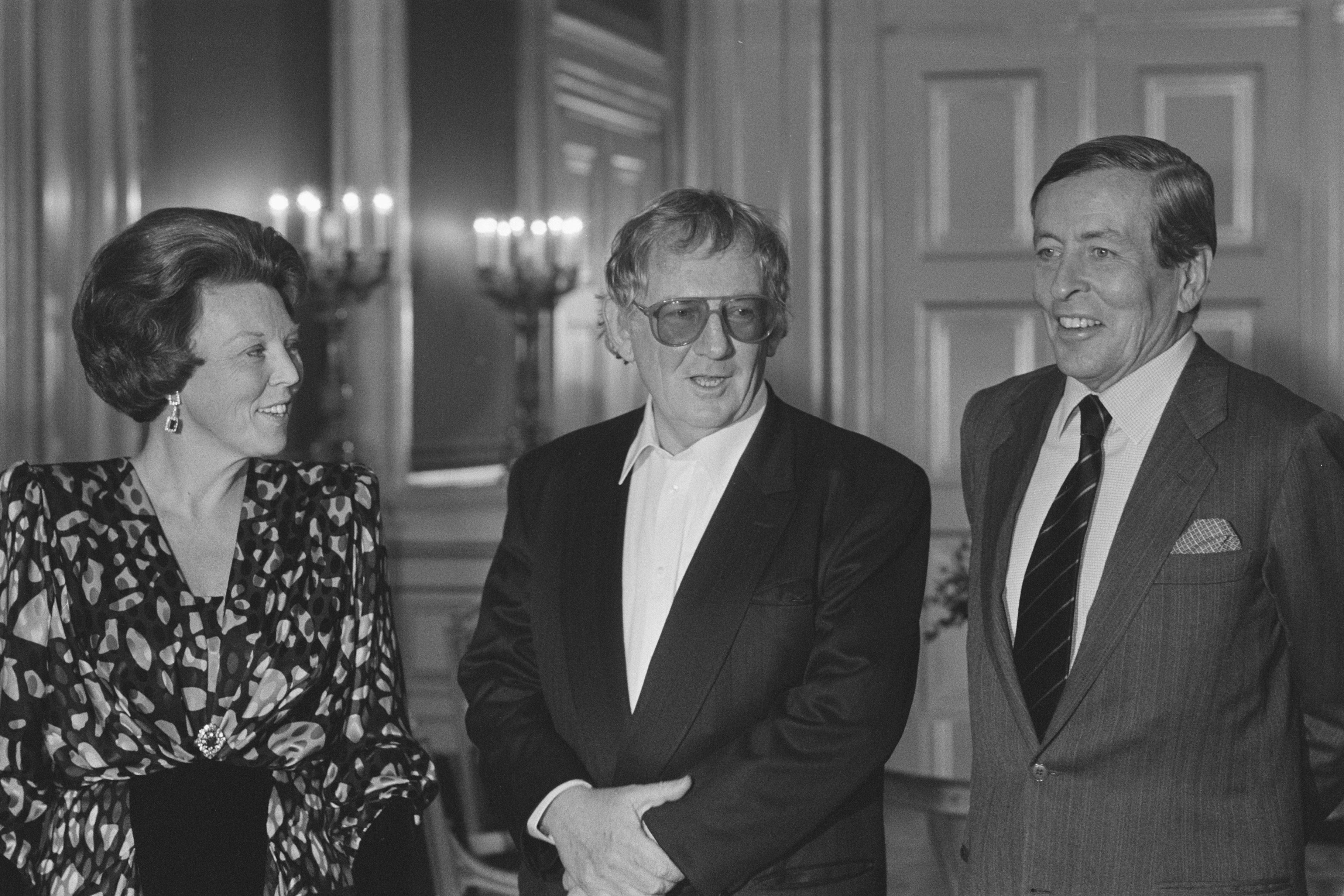
Hugo Claus (1986)

De Prijs der Nederlandse Letteren is sinds 1956 toegekend aan de volgende schrijvers:
- 1956:  Herman Teirlinck
- 1959:  Adriaan Roland Holst
- 1962:  Stijn Streuvels
- 1965:  J.C. Bloem
- 1968:  Gerard Walschap
- 1971:  Simon Vestdijk
- 1974:  Marnix Gijsen
- 1977:  Willem Frederik Hermans
- 1980:  Maurice Gilliams
- 1983:  Lucebert
- 1986:  Hugo Claus
- 1989:  Gerrit Kouwenaar
- 1992:  Christine D'haen
- 1995:  Harry Mulisch
- 1998:  Paul de Wispelaere
- 2001:  Gerard Reve
- 2004:  Hella S. Haasse
- 2007:  Jeroen Brouwers[6]
- 2009:  Cees Nooteboom
- 2012:  Leonard Nolens
- 2015:  Remco Campert
- 2018:  Judith Herzberg
- 2021:  Astrid Roemer
- 2024:  Tom Lanoye